# Nina Reithmayer
Nina Reithmayer (ur. 8 czerwca 1984 w Innsbrucku) – austriacka saneczkarka, medalistka igrzysk olimpijskich, mistrzostw świata seniorów i juniorów.

## Kariera
Pierwsze sukcesy odnosiła na mistrzostwach świata juniorów zdobywając złoto i srebro indywidualnie oraz dwa medale brązowe w drużynie. W reprezentacji Austrii startuje od 2002 roku. Na igrzyskach startowała dwa razy, w 2006 zajęła 8. miejsce, a cztery lata później, w 2010 wywalczyła srebrny medal. Na mistrzostwach świata wywalczyła trzy medale, wszystkie w drużynie. W 2007 zdobyła brąz, a w latach 2008-2009 zostawała wicemistrzynią świata. W 2010 wywalczyła jedyny jak na razie medal mistrzostw Europy – brąz w jedynkach. W Pucharze Świata startuje od sezonu 2002/2003. Najlepszym miejscem w klasyfikacji generalnej były czwarte miejsca wywalczone w sezonach 2006/2007 oraz 2008/2009. Trzykrotnie stała na podium.
W 2007 roku została odznaczona Odznaką Honorową za Zasługi dla Republiki Austrii.

## Osiągnięcia

### Igrzyska olimpijskie
| Rok  | Miejsce   | Jedynki | Drużyna mieszana |
| ---- | --------- | ------- | ---------------- |
| 2006 | Turyn     | 8.      | nie rozgrywano   |
| 2010 | Vancouver | 2.      | nie rozgrywano   |
| 2014 | Soczi     | 20.     | -                |

### Mistrzostwa świata
| Rok  | Miejsce     | Jedynki | Drużyna mieszana |
| ---- | ----------- | ------- | ---------------- |
| 2005 | Park City   | 14.     | -                |
| 2007 | Innsbruck   | 7.      | 3.               |
| 2008 | Oberhof     | 6.      | 2.               |
| 2009 | Lake Placid | 9.      | 2.               |
| 2011 | Cesana      | 4.      | odwołano         |
| 2012 | Altenberg   | 8.      | 4.               |
| 2013 | Whistler    | 13.     | 4.               |

### Mistrzostwa Europy
| Rok  | Miejsce    | Jedynki | Drużyna mieszana |
| ---- | ---------- | ------- | ---------------- |
| 2004 | Oberhof    | 8.      | -                |
| 2006 | Winterberg | 5.      | -                |
| 2008 | Cesana     | 5.      | -                |
| 2010 | Sigulda    | 3.      | -                |
| 2012 | Paramonowo | 9.      | 4.               |
| 2013 | Oberhof    | 5.      | 5.               |

### Puchar Świata

#### Miejsca w klasyfikacji generalnej
| Sezon     | Miejsce |
| --------- | ------- |
| 2002/2003 | 19.     |
| 2003/2004 | 9.      |
| 2004/2005 | 7.      |
| 2005/2006 | 11.     |
| 2006/2007 | 4.      |
| 2007/2008 | 5.      |
| 2008/2009 | 4.      |
| 2009/2010 | 5.      |
| 2010/2011 | 7.      |
| 2011/2012 | 8.      |
| 2012/2013 | 9.      |
| 2013/2014 | 17.     |

#### Miejsca na podium chronologicznie
| Nr | Dzień        | Rok  | Miejscowość | 1. Zjazd | Wynik 1. | 2. Zjazd | Wynik 2. | Łączny czas  | Lokata | Strata   | Zwycięzca               | Przypisy |
| -- | ------------ | ---- | ----------- | -------- | -------- | -------- | -------- | ------------ | ------ | -------- | ----------------------- | -------- |
| 1. | 12 listopada | 2004 | Altenberg   | 55.229 s | 2.       | 55.584 s | 10.      | 1:50.813 min | 3.     | +0.804 s | Anke Wischnewski        | -        |
| 2. | 17 lutego    | 2007 | Sigulda     | 43.642 s | 4.       | 43.544 s | 3.       | 1:27.186 min | 3.     | +0.379 s | Sylke Kraushaar-Pielach | -        |
| 3. | 11 stycznia  | 2009 | Cesana      | 47.435 s | 5.       | 47.532 s | 3.       | 1:34.967 min | 3.     | +0.268 s | Tatjana Hüfner          | -        |